# Stahlbuch

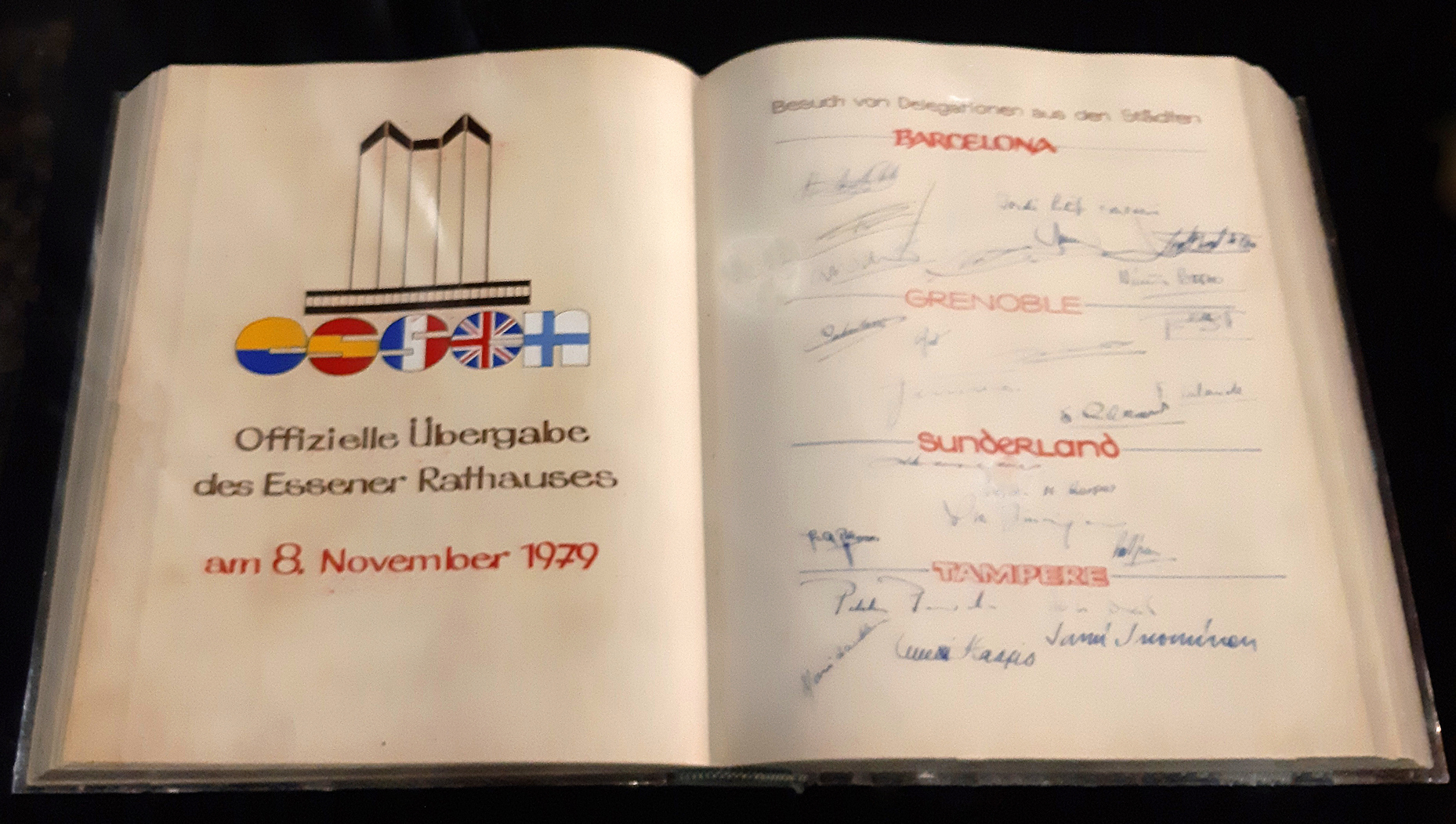
Stahlbuch der Stadt Essen, Seite zur Eröffnung des neuen Essener Rathauses 1979 mit den Unterschriften von Delegierten der Städte

Mit dem Stahlbuch besitzt die Stadt Essen eine besondere Form eines Goldenen Buches, in dem sich bedeutende Persönlichkeiten während eines Besuchs der Stadt eintragen dürfen.

## Geschichte

### Stahlbuch (1934 bis 1945)
Der erste nationalsozialistische Oberbürgermeister der Stadt Essen, Theodor Reismann-Grone, regte 1933 an, als Gästebuch der Stadt ein Stahlbuch anzulegen. Es gab bis dahin kein städtisches Gästebuch. Die Namensgebung und Form des Buches begründete er damit, dass Essen als größte Metallstadt Deutschlands ihren Aufstieg hauptsächlich der Kruppschen Gussstahlfabrik verdanke, daher sei ein Stahlbuch angemessener als ein Goldenes Buch.
Die Buchbinderin Frida Schoy gestaltete den stählernen Einband. Dieser wurde durch die Friedrich Krupp AG aus Platten aus nichtrostendem Chrom-Nickel-Stahl gefertigt, die aus dem oberen Teil eines 1,5 Tonnen schweren gegossenen Blocks herausgearbeitet wurden. Die Form und Stärke des Buchdeckels wurde durch Hobeln und Schleifen erreicht. Die Verzierung durch eine strahlenartige Maserung des Deckels entstand durch die Kristallisation des einst flüssigen Stahls und wurde durch ein besonderes Ätzverfahren sichtbarer gemacht. Den auch heute einzigen Schmuck des Einbandes stellt das auf dem stählernen Buchdeckel mittig aufgebrachte Stadtwappen dar, das eine Emaille-Arbeit der Goldschmiedemeisterin Sigrid Keetmann, einer Schülerin von Elisabeth Treskow, ist. Der Buchrücken besteht aus Leder, das mit Nieten mit den Stahldeckeln verbunden ist.

#### Einträge zur Zeit des Nationalsozialismus
Den Anstoß zur Anlegung des Stahlbuchs gab die Hochzeit des Gauleiters von Essen, Josef Terboven mit Ilse Stahl, einer ehemaligen Sekretärin von Joseph Goebbels, am 28. Juni 1934 im Essener Münster, an der Adolf Hitler und Hermann Göring als Trauzeugen teilnahmen. Dazu erhielt das Stahlbuch im Vorwort den Satz: Es soll ein Ausdruck dafür sein, daß heute mit dem Dritten Reich und diesem Buch eine neue Epoche der Stadt eingeläutet wird. Hitler und Göring setzten am 28. Juni 1934 die ersten beiden Unterschriften ins neue Stahlbuch.
Nach den Genannten gibt es unter anderem Einträge dieser Personen des Nationalsozialismus: Robert Ley (Reichsleiter der NSDAP), Wilhelm Frick (Reichsminister), Julius Dorpmüller (Generaldirektor der Deutschen Reichsbahn, später Reichsverkehrsminister) und Albert Speer (Architekt Hitlers).
Zu den Einträgen von Unternehmern gehören Gustav Krupp von Bohlen und Halbach, Albert Vögler (Generaldirektor des damals zweitgrößten Stahlkonzerns der Welt Vereinigte Stahlwerke) und Ernst Tengelmann.
Am 6. Juni 1937 besuchte der Korpsführer des NS-Fliegerkorps und Generalmajor Friedrich Christiansen anlässlich der Taufe 10 neuer Segelflugzeuge Essen und trug sich dabei ins Stahlbuch ein. Generalfeldmarschall August von Mackensen hinterließ im Juni 1938 mit seiner Frau und weiteren anwesenden Generälen und Ehrengästen während seines Besuchs zum Westdeutschen Kavalleristentag in Essen seine Unterschrift.
Unter den ausländischen Gästen der Stadt Essen sind, neben der japanischen Olympiamannschaft, insbesondere die Vertreter des damals faschistischen Italiens zu nennen, darunter Korporationsminister Ferruccio Lantini, der sich am 14. Dezember 1938 eintrug. Der faschistische Gewerkschaftsführer Tullio Cianetti hinterließ als einziger einen Spruch: La mia simpatia per la Citta di Essen, cuore di acciaio della Germania amica.; heißt übersetzt: Meine Sympathie der Stadt Essen, Herz des Stahls des befreundeten Deutschlands. Im August 1939 trugen sich die einzelnen Spieler der isländischen Fußballmannschaft in das Stahlbuch ein, als sie während einer Reise durch Deutschland auch die Stadt Essen besuchten.
Die Liste der Einträge endet am 23. Juni 1944 mit Ritterkreuzträgern der Wehrmacht und Angehörigen eines Stoßtrupps der 329. Infanterie-Division (Hammer-Division).

### Heutiges Stahlbuch
Nach dem Zweiten Weltkrieg erlaubten es die bisher darin verewigten Größen aus der Zeit des Nationalsozialismus nicht, das Stahlbuch als Gästebuch einfach weiterzuführen, da es bisher mehr ein Ehrenbuch der Nationalsozialisten darstellte. Die Verantwortlichen wollten wieder ein städtisches Gästebuch, da in der Zeit des Wiederaufbaus und der sich stabilisierenden Lage erneut bedeutende Persönlichkeiten der Stadt Essen einen Besuch abstatteten. Oberbürgermeister Hans Toussaint ließ das alte Stahlbuch aus dem städtischen Archiv holen und die Seiten der nationalsozialistischen Einträge heraustrennen. Der alte, ursprüngliche stählerne Einband aus den 1930er Jahren blieb erhalten, da er keinerlei Hinweise oder Insignien zur NS-Zeit aufweist. Er zeigt lediglich mittig das Essener Stadtwappen und am oberen Rand die Aufschrift Das Stahlbuch. Die Neubindung erfolgte wieder durch Frida Schoy. So wiegt auch das heutige Stahlbuch rund 20 Kilogramm und misst etwa 33 mal 42 Zentimeter.  Da die Stadt Essen weiterhin von Kohle und Stahl geprägt war, entschied man sich erneut für das Stahlbuch. Jede Seite besteht aus handgeschöpftem Büttenpapier. Sie wird vor der Unterschrift des Besuchers in grafischer Tradition und in Handarbeit beschriftet sowie mit Hoheitssymbolen und Wappen bemalt. Die historischen Seiten aus der NS-Zeit werden im Stadtarchiv aufbewahrt.
Vor dem 1150-jährigen Stadtjubiläum im Jahr 2002 reichte die Ratsfraktion von Bündnis 90/Die Grünen einen Antrag ein, die nationalsozialistisch begonnene Tradition der Stahlbucheintragungen für Ehrengäste der Stadt Essen zu beenden. Dieser fand keine Mehrheit und wurde im November 2001 abgelehnt.
Vom 29. Mai bis 8. Juni 2019 fand in der Essener Rathaus Galerie eine Ausstellung zum 85-jährigen Bestehen des Stahlbuchs statt, die durch den Oberbürgermeister Thomas Kufen eröffnet wurde.

#### Einträge seit 1953
Den ersten neuen Eintrag nahm der damalige Bundespräsident Theodor Heuss im Jahr 1953 vor. Es folgten bis heute nahezu alle Bundespräsidenten und Ministerpräsidenten des Landes Nordrhein-Westfalen. Hinzu kamen Nobelpreisträger und Würdenträger, Gewerkschafter und Politiker sowie Sportler. Bis heute (2024) hat das Buch rund 200 Einträge.
Die Seiten aus handgeschöpftem Büttenpapier werden seit 1976 durch den ausgebildeten Plakatmaler Helmut Groth kunstvoll mit Wappen und Bildern gestaltet.
Eine Auswahl:
- 1953: Theodor Heuss, erster Bundespräsident der Bundesrepublik Deutschland
- 1957: Ludwig Erhard, Bundesminister für Wirtschaft
- 1962: Heinrich Lübke, Bundespräsident, mit Ehefrau Wilhelmine
- 1967: Franz Josef Strauß, Bundesminister der Finanzen
- 1969: Gustav Heinemann, Bundespräsident, aus Anlass der Verleihung des Ehrenrings der Stadt Essen
- 1971: Hans-Dietrich Genscher, Bundesminister des Innern
- 1972: Walter Scheel, Bundesminister des Auswärtigen
- 1978: Helmut Schmidt, Bundeskanzler
- 1979: Muhammad Ali, US-amerikanischer Boxer
- 1979: Delegierte einiger Städte zur Eröffnung des neuen Essener Rathauses
- 1983: Willy Brandt, Vorsitzender der SPD
- 1985: Helmut Kohl, Bundeskanzler
- 1985: Richard von Weizsäcker, Bundespräsident, mit Ehefrau Marianne
- 1986: Herbert Wehner, ehemaliger Bundesminister für gesamtdeutsche Fragen, mit Ehefrau Greta
- 1987: Papst Johannes Paul II.
- 1987: Erich Honecker, Vorsitzender des Staatsrats der Deutschen Demokratischen Republik (DDR)
- 1990: Prinz Claus der Niederlande
- 1994: Roman Herzog, Bundespräsident, mit Ehefrau Christiane, anlässlich des EU-Gipfels in Essen
- 1994: François Mitterrand, Staatspräsident Frankreichs, anlässlich des EU-Gipfels in Essen
- 1994: Silvio Berlusconi, Ministerpräsident Italiens, anlässlich des EU-Gipfels in Essen
- 1999: Jassir Arafat, Palästinenserpräsident als Friedensnobelpreisträger
- 2003: Prinzessin Maha Chakri Sirindhorn von Thailand
- 2004: Prinz Philip, Herzog von Edinburgh
- 2004: Otto Rehhagel, Fußballspieler und -trainer
- 2004: Gerhard Schröder, Bundeskanzler, zusammen mit Leszek Miller, Ministerpräsident Polens
- 2007: Berthold Beitz, ehemaliger Generalbevollmächtigter der Friedrich Krupp AG, zur Verleihung des Ehrenbürgerrechts
- 2007: Sonja von Norwegen, anlässlich der Ausstellung auf Zeche Zollverein über 100 Jahre deutsch-norwegische Beziehungen
- 2009: Königin Silvia von Schweden
- 2010: Franz-Josef Overbeck, Bischof des Bistums Essen
- 2011: Königin Beatrix der Niederlande
- 2011: Christian Wulf, Bundespräsident, zusammen mit Hannelore Kraft, Ministerpräsidentin des Landes Nordrhein-Westfalen
- 2014: Victoria von Schweden, Kronprinzessin
- 2015: Joachim Gauck, Bundespräsident
- 2015: Małgorzata Mańka-Szulik, Stadtpräsidentin der polnischen Partnerstadt Zabrze
- 2016: Ursula von der Leyen, Bundesverteidigungsministerin
- 2016 und 2020: Angela Merkel, Bundeskanzlerin
- 2017: Norbert Lammert, Bundestagspräsident
- 2017: Melita Sta. Maria Thomeczek, Botschafterin der Republik der Philippinen in Deutschland
- 2017: Karmenu Vella, EU-Kommissar zum Titelgewinn Grüne Hauptstadt Europas – Essen 2017
- 2018 und 2020: Armin Laschet, Ministerpräsident
- 2018: Stéphane Dion, Botschafter Kanadas in Deutschland
- 2019: Éric Piolle, Bürgermeister von Essens Partnerstadt Grenoble anlässlich der 40-jährigen Partnerschaft
- 2020: Jens Spahn, Bundesgesundheitsminister
- 2021: Jakob Schneider mit drei weiteren Ruderern, Teilnehmer der Olympischen Sommerspiele in Tokio
- 2022: David Card, kanadischer Ökonom und Hochschullehrer, Träger des Alfred-Nobel-Gedächtnispreises für Wirtschaftswissenschaften
- 2022: Katharina Fritsch, bildende Künstlerin, zum Jahresempfang des Folkwang-Museumsverein e.V. (100 Jahre Museum Folkwang)
- 2022: Frank-Walter Steinmeier, Bundespräsident, zum Jubiläum 100 Jahre Museum Folkwang
- 2022: Elena Schekerletowa, Botschafterin Bulgariens in Deutschland
- 2023: Ursula Gather, Kuratoriumsvorsitzende der Alfried Krupp von Bohlen und Halbach-Stiftung – Miguel Ángel López Borrego, Vorstandsvorsitzender der Unternehmensgruppe Thyssenkrupp – und Volker Troche, Sprecher des Stiftungsvorstandes – anlässlich „150 Jahre Villa Hügel“
- 2024: Ahmed Alattar, Botschafter der Vereinigten Arabischen Emirate in Deutschland
- 2024: Enja Rößeling und Max Rendschmidt, Olympioniken der Kanusport-Gemeinschaft Essen e. V.
- 2025: Gökhan Turan, Botschafter der Türkei in Deutschland
- 2025: Maria Madalena Lobo Carvalho Fischer, Botschafterin Portugals in Deutschland